# Туманський Осип Григорович
Туманський Осип Григорович (*близько 1730, Басань — †20 грудня 1795, Новгород-Сіверський) — український державний діяч та дипломат в уряді Кирила Розумовського. Військовий канцелярист, бунчуковий товариш, статський радник.

## Біографія
Народився в сім'ї священика Басанської Різдвобогородицької церкви Григорія Тимофійовича Туманського (? — 1772)
Навчався у Києво-Могилянській академії з 5 вересня 1740 до 1749. Згідно з характеристикою вчителів класу риторики (1744), був «понятен и добр».
У лютому 1749 за поданням до Генеральної військової канцелярії прийнято на посаду військового канцеляриста. З 1760 — старший військовий канцелярист. 1764 — керуючий похідною канцелярією гетьмана Кирила Розумовського. Як близька до гетьмана людина виконував його таємні доручення, зокрема, їздив до Києва вмовляти митрополита підтримати задуми Розумовського про спадковість гетьманства за його сім'єю.
З 20 жовтня 1764 — секретар Другої Малоросійської колегії, з лютого 1766 — присутній в канцелярії Малоросійського скарбу.
Дістав чин колезького асесора (1767), потім — надвірного радника. Працював у Генеральній лічильній комісії (1773-1779), радником й колезьким радником (8 лютого 1782) Київської казенної палати, головою Новгород-Сіверської кримінальної палати (1787-1792). З 1 січня 1793 — статський радник.

## Родина
Брат Туманський Василь Григорович (1723—1809)  був Генеральним писарем в 1762—1781 роках за правління гетьмана Кирила Розумовського та Другої Малоросійської колегії/
Одружений з Парасковією Романівною Яновською (Яненко), донькою бунчукового товариша (1761). Родина володіла невеликими ґрунтами та «дубовим гаєм, купленим 1731 у вдови ніжинського протопопа Яворського», брата С. Яворського.
Мали двох синів — Федора й Василя, які після смерті матері, згідно з заповітом батька від 22 жовтня 1794 року, успадкували 3 будинки й торгові лавки в Глухові та Новгороді-Сіверському, ґрунти у Мглинському повіті і в с. Хотянівка. Трьом своїм дочкам, Пелагеї, Олені й Марії, Осип заповідав земельні наділи, млини, сінокоси.